# Evipe
Evipe (Ευίππη / Euíppē) es una de las danaides, hija de Dánao y esposa de Argio.
Al igual que sus hermanas tomó por esposo a uno de los hijos de su tío Egipto llamado Agénor.
Dánao y su hermano Egipto, eran los dos hijos varones de Belo, habidos con su esposa Anquínoe.  Los dos hijos de Belo parecían ser antitéticos en todo. Así, mientras que Dánao llegó a tener cincuenta hermosas hijas y ningún hijo varón; y el segundo, Egipto, tuvo cincuenta hijos varones y ninguna hija. Estos fueron guerreros bien preparados para el combate que se esparcieron por diversos territorios griegos y fueron fundadores de diversas ciudades.
Egipto, era un hombre duro y egoísta que persiguió constantemente a su hermano Dánao, a pesar de todos los acuerdos alcanzados con él para repartirse su herencia y propiedades. Llegó un momento en que, para proteger a sus hijas, Dánao huyó con ellas buscando nuevos territorios en que afincarse. Dánao se instaló en Argos, donde reinaba Gelánor, que los recibió aceptablemente, pero que acabó cediéndole su trono   (no se dan razones convincentes en la mitología clásica para explicar tal cesión).
Argos fue prosperando y adquirió un auge económico que despertó la envidia, una vez más, del propio Egipto, que acabó presentándose en la ciudad con todos sus hijos, y exigiendo a su hermano el matrimonio de las cincuenta parejas que podían formarse con la descendencia de ambos. Dánao no estaba en condiciones de enfrentarse al medio centenar de guerreros hijos de su hermano, se vio forzado a aceptar. Sin embargo, el día de la boda reunió a todas las Danaides y entregó una daga a cada una de sus hijas, odenándoles que las ocultasen en sus habitaciones y que, durante la noche nupcial, mientras ellos dormían, diesen muerte a cada uno de sus maridos.  Cuarenta y nueve de ellas cumplieron su cometido, pero Hipermnestra desobedeció a su padre pues su marido  Linceo había respetado su deseo de permanecer virgen.
Enterraron solemnemente las cabezas de sus maridos en la ciudad de Lerna y, aunque fueron purificadas del crimen por Hermes y Atenea (que obedecían las órdenes de Zeus), fueron castigadas por ello en el Tártaro, donde se les condenó a intentar por la eternidad llenar de agua una cántara agujereada.